# وادي الجرب (بني سعد)

تعديل مصدري - تعديل

وادي الجرب هي إحدى قرى عزلة بني حمادي بمديرية بني سعد التابعة لمحافظة المحويت، بلغ تعداد سكانها 428 نسمة حسب تعداد اليمن لعام 2004.